# Clyde Mayes
Clyde Clauthern Mayes jr. (Greenville, 17 marzo 1953) è un ex cestista statunitense, professionista nella NBA, in Italia, in Francia e in Spagna.

## Carriera
Venne selezionato dai Milwaukee Bucks al secondo giro del Draft NBA 1975 (22ª scelta assoluta).

## Palmarès
- NCAA AP All-America Third Team (1975)